# Петрикор
Петрико́р (англ. petrichor) — запах землі після дощу. Слово походить від грец. petra, що означає «камінь» та грец. ichor — «рідина, яка тече в жилах богів» у грецькій міфології.

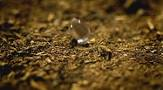
Крапля дощу

Термін "петрикор" придумали у 1964 році австралійські дослідники Ізабель Джой Беар та Річард Г. Томас для статті в журналі Nature. Пізніше автори описали результати досліджень цього феномену в журналі Geochimica et Cosmochimica Acta. У цих статтях автори у якості причин виникнення петрикору розглядають можливість синтезу та адсорбції на поверхні частинок ґрунту органічних сполук як з атмосфери, так і внаслідок життєдіяльності коренів рослин, посмертного розкладу тваринних та рослинних решток тощо. До цього додається каталітичне перетворення сорбованих сполук та результати життєдіяльності ґрунтових мікроорганізмів. Таким чином, частинки ґрунту утримують на поверхні аліфатичні вуглеводні, ліпіди, терпени, каротиноїди, альдегіди, лактони, кетони, карбонові кислоти та естери, спирти, нітрофеноли та інші леткі органічні сполуки. Сорбція цих сполук або їх кисневмісних похідних гірськими породами та глинистими мінералами залежить як від властивостей самого сорбенту, так і від парціального тиску водяної пари в атмосфері: низька відносна вологість (низький парціальний тиск водяної пари) сприяє максимальному поглинанню органічних сполук. Окиснення та інші перетворення сорбованих органічних речовин відбуваються на поверхні гірських порід і прискорюються за нагрівання, а отже, залежать від кліматичних умов. Пахучі та леткі продукти цих процесів згодом витісняються з ґрунтових пор вологою, коли відносна вологість атмосфери наближається до рівня насичення. Тобто, під час дощу, у повітря вивільняється низка органічних летких сполук, зокрема, геосміну, який є продуктом життєдіяльності актинобактеріїй, що й створює відповідний аромат. 
У наступних статтях, Беар і Томас (1965 р.) показали, що ефірні олії, відповідальні за появу петрикору, затримують проростання та ранній ріст рослин. Це вказує на те, що рослини виділяють такі органічні сполуки з метою захисту від надто швидкого проростання насіння.
У створенні запаху грози може брати участь також і озон, який утворюється під час грози завдяки атомізації компонентів повітря бликавкою. Утворені оксид азоту(ІІ) та озон мають різкий запах, який, проте, подобається більшості людей, коли концентрація цих сполук дуже низька. 
У 2015 році вчені Массачусетського технологічного інституту використовували високошвидкісні камери, щоб записати, як аромат землі виходить в повітря. Було зроблено приблизно 600 експериментів на 28 різних поверхнях, зокрема на інженерних матеріалах і зразках ґрунту. Коли крапля потрапляє на пористу поверхню, дрібні бульбашки спливають на поверхню і утворюють аерозолі. Такі аерозолі розносять запах, а також бактерії та віруси з ґрунту. Краплі дощу, які рухаються з меншою швидкістю зазвичай створюють більше аерозолів, що пояснює те, чому петрикор є більш інтенсивним після легких дощів.
Вважається, що людина успадкувала свою любов до запаху дощу від предків, для яких дощова погода була важливою для виживання. Вважається, що низка інших тварин посушливих місцевостей, зокрема верблюди, орієнтуються на запах петрикору для пошуків джерел води у посушливий період.